# Linepithema gallardoi
Linepithema gallardoi es una especie de hormiga del género Linepithema, subfamilia Dolichoderinae. Fue descrita científicamente por Brèthes en 1914.
Se distribuye por Argentina, Bolivia, Brasil, Colombia, Paraguay, Perú, Uruguay y Venezuela. Se ha encontrado a elevaciones de hasta 2900 metros. Vive en microhábitats como nidos y la hojarasca.